# Monument commemoratiu de la Batalla de l'Ebre
Lo monument commemoratiu de la batalla de l'Ebre és un monòlit arquitectònic i escultòric d'època franquista situat enmig del riu Ebre al seu pas per Tortosa (Baix Ebre). És de l'escultor Lluís Maria Saumells i Panadés. Fou encarregat el novembre de 1962, acabat el novembre de 1964 i inaugurat lo 26 de juny del 1966 «pel general Franco en persona en una gran celebració».

Tot i que se l'ha considerat un monument a la victòria franquista, alguns també el consideren un símbol de la darrera gran ofensiva republicana, o de la batalla de l'Ebre en general, amb tots els seus morts, i altres el consideren, una vegada deslliurada dels elements de simbologia franquista, com una gran obra d'art, «la de més envergadura i ambició de Saumells, intèrpret d'un expressionisme espiritualista molt personal, que va ser segurament l'escultor de les terres de Tarragona més destacat de la generació següent a la de Joan Rebull.»

## Descripció
Lo conjunt se compon d'una pilastra de formigó a mode de pedestal, sobre la qual s'aixequen dues punxes altes de ferro amb forma piramidal, buides per dins. Si bé, originalment, l'escultor pretenia fer estes piràmides també de formigó, l'opinió dels enginyers lo va fer decantar per l'acer. La més alta, de 26 metres d'alt, té una creu de Sant Jaume ben grossa adossada a un dels angles, l'oposat al pont; i és coronada per una estàtua que representa el soldat que, segons lo projecte inicial, col·loca l'estel a la volta celeste, tot i que altres interpretacions hi han vist lo soldat guiat per l'estel, que toca amb lo braç dret aixecat. A la superfície a prop de la base hi té orificis irregulars que representen marques de metralla, que es van convertint en creus gravades (i altres signes de diversa mena) a mesura que es va pujant, fins a arribar a la part superior, on hi ha vitralls de colors. La punxa petita, de 16 metres, és coronada per la figura d'una àguila amb les ales esteses. Esta és treballada a base de plans, amb planxes combinades, mentre que la figura del soldat rep un tractament més volumètric.
Mentre que els monument fou dissenyat per l'escultor Saumells, els vitralls (vidrieres de formigó) anaren a càrrec de Francesc Fornells i Pla (1921 – 1999) i estaven dissenyades per brillar amb la il·luminació nocturna que venia a través d'un cable subaquàtic. Les estructures metàl·liques eren de "Hijo de Miguel Mateu" (de Barcelona) i la figura de bronze del combatent va anar a càrrec de la Fundició artística Vilà (de Valls).
La descripció original del projecte, en castellà:
| « | Sobre dicho pilar se construye, pues, el citado monumento, que consta de dos torres de hierro: la principal tiene una altura de veintiséis metros y sostiene una figura de bronce dorado, decinco metros, representando a un combatiente levantándose con gesto apasionado en ademán de colocar una estrella en la bóveda celeste. En su frontal, esta torre lleva una gran Cruz de Santiago. La otra torre, delantera en el sentido de aguas abajo del río, tiene dieciséis metros de altura y está presidida por un águila de hierro que lleva entre sus garras el Víctor del Caudillo. En la parte posterior del monumento, una gran cruz metálica de doce metros evocará a todos los muertos en la batalla. La estrella con la que culmina el monumento es de duro aluminio, con varillas de plástico y cobre formando las puntas; en su interior, una lámpara de mercurio de mil Watios dejará escapar por pequeños ojos de vidrio los rayos luminosos. La torre principal estará también iluminada mediante vitrales colocados en el gran armazón de hierro para la salida de luz proyectada por un sistema de iluminación interior, que realzará las cruces y desgarrones a modo de metralla formados en el cuerpo de la torre metálica. | » |
| — Lluís M. Saumells, citat a «L'expedient del monument a la Batalla de l'Ebre», Bolduc, núm. 4, març 2008, p. 6-8 | |   |

## Galeria d'imatges

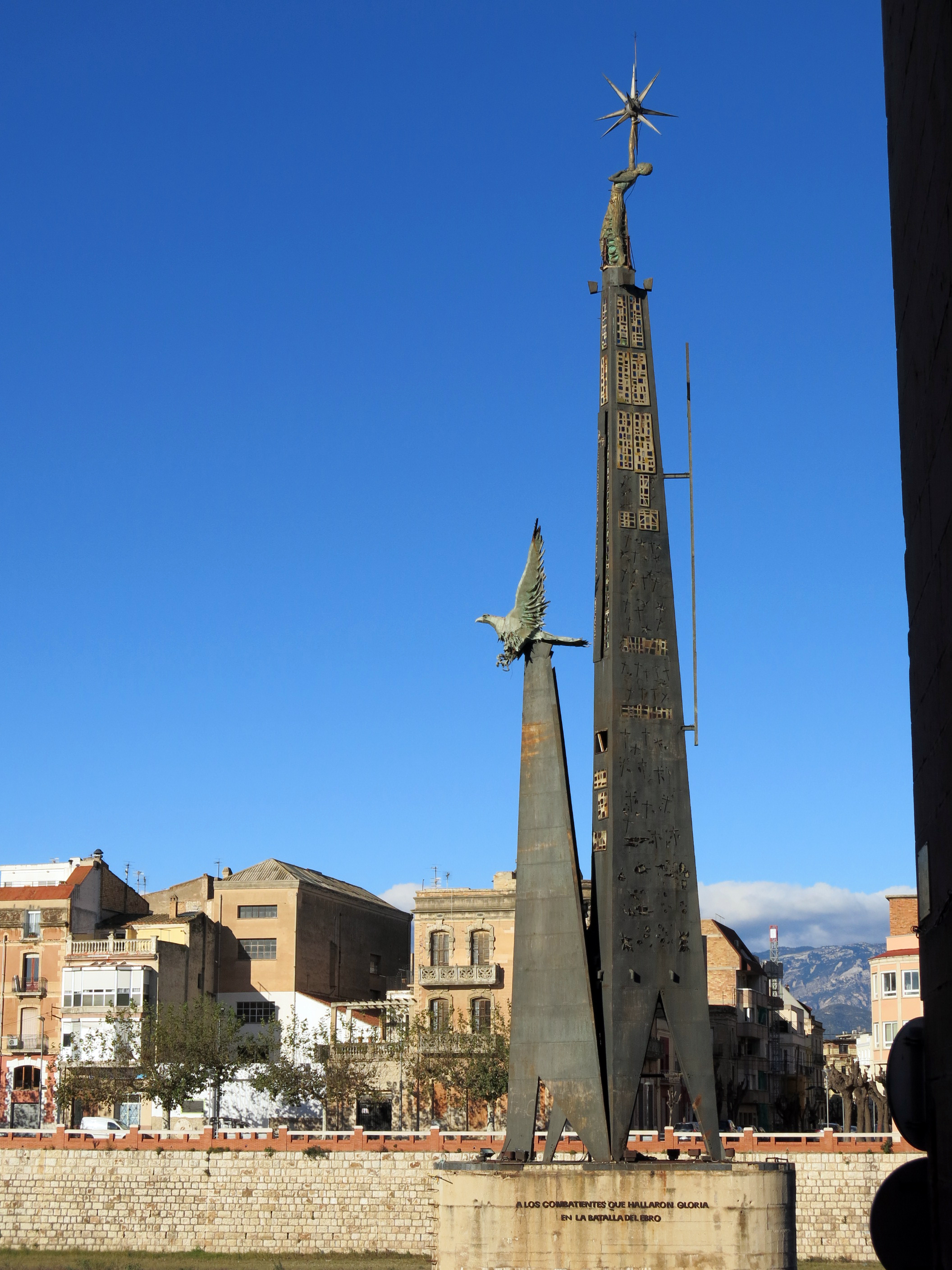
Vista de la cara lateral oriental del monument, en què es veuen clarament les dues piràmides que el formen.
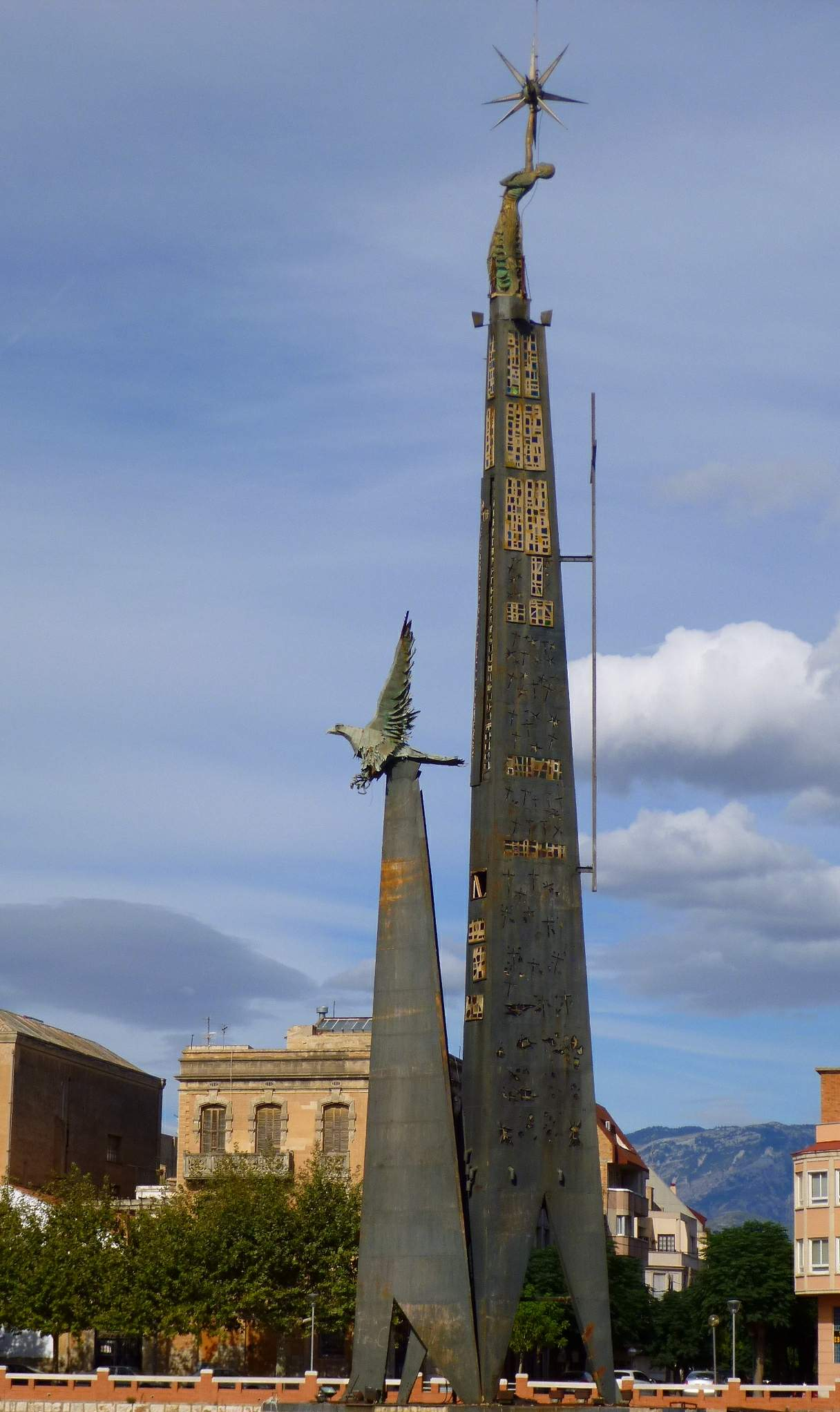
Vista lateral de prop, on es poden veure els forats de metralla convertint-se en creus i estels, els vitralls i altres elements.
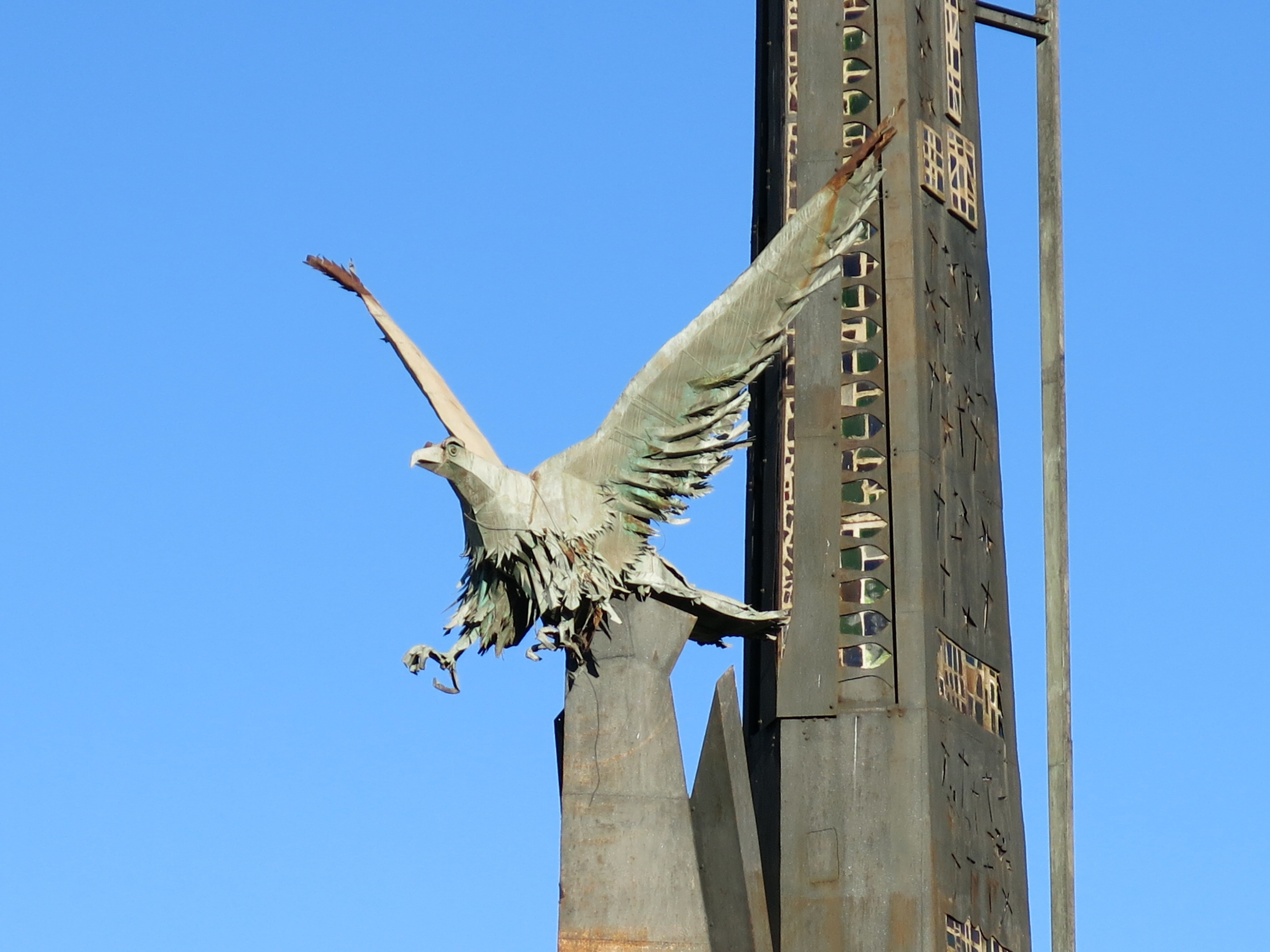
L'àliga, que originalment portava la inscripció «Víctor» entre les urpes.
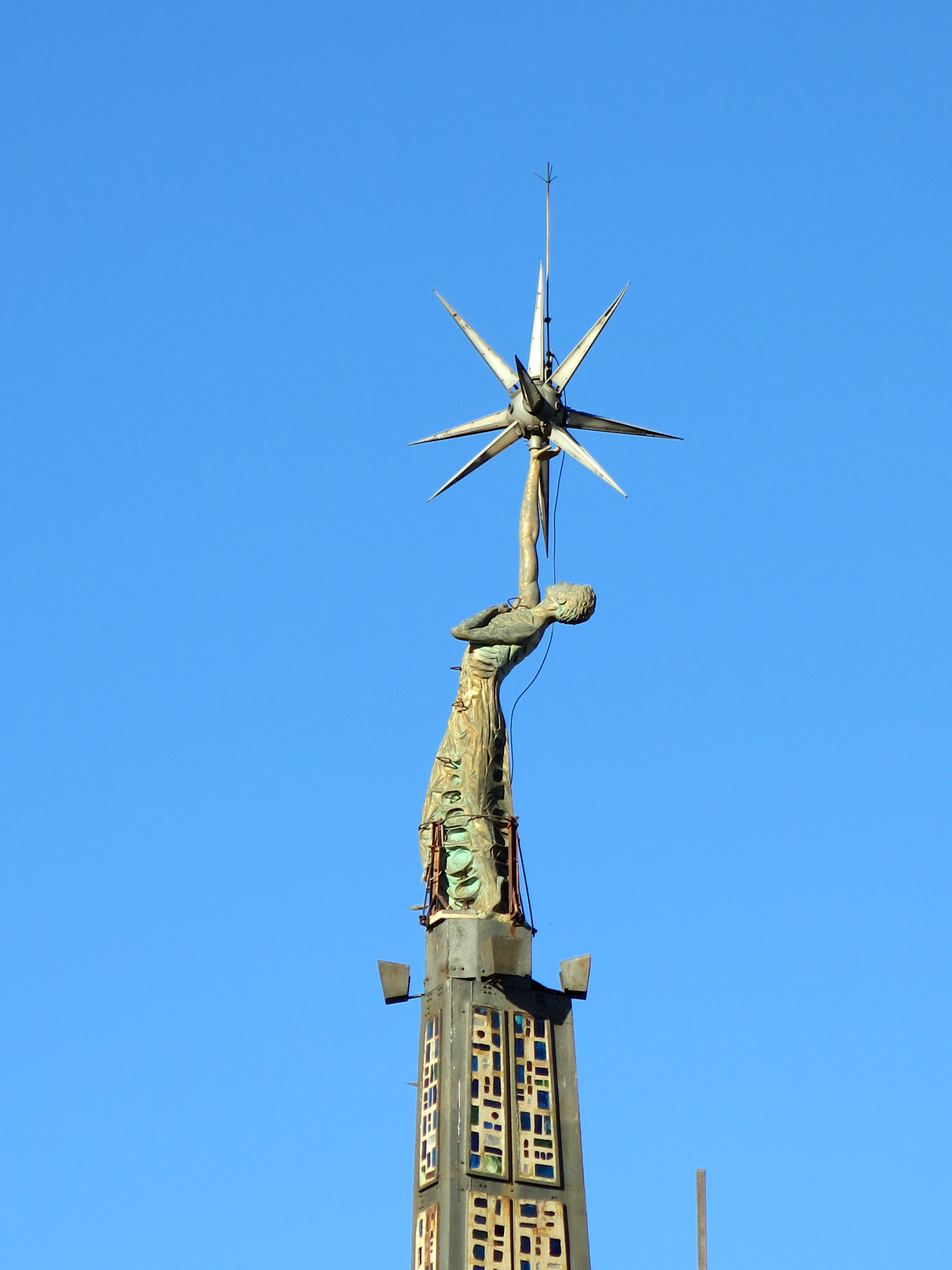
El soldat que corona el monument, col·locant l'estel al firmament.
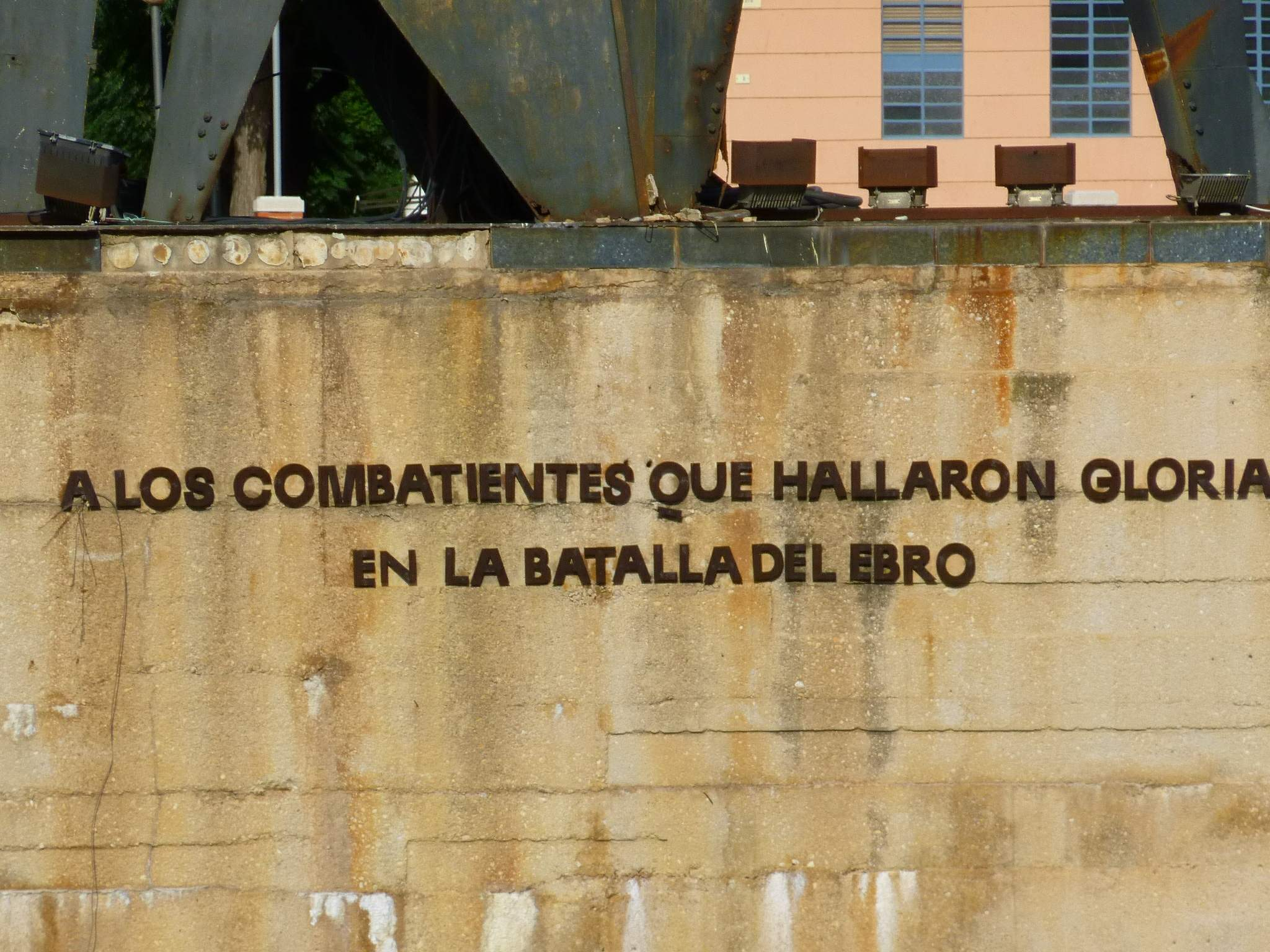
Tot i la retirada dels símbols franquistes, la base encara té la dedicatòria «A los combatientes que hallaron gloria en la batalla del Ebro».

## Història

### Gestació i creació
Just al lloc que hi ha el monòlit és per on travessava el riu l'antic pont de barques, cremat l'any 1892.
La pilastra que li fa de base al monument és una de les que sustentaven lo pont de la Cinta, construït per substituir el de barques. Lo projecte de la construcció del pont fou encarregat lo 1895 i el director de les obres fou Josep M. Cornet. Lo pont fou volat pels republicans l'abril de 1938.
Lo monument va tenir com a impulsors lo governador civil Rafael Fernández Martínez, lo president de la Diputació, Antoni Soler Morey, i l'alcalde de Tortosa Joaquim Fabra, arran de la celebració dels 25 anys de la batalla de l'Ebre l'any 1964, i del final de la guerra civil, los anomenats 25 Años de Paz per la propaganda oficial. La concepció del monument fou encomanada a l'escultor Lluís Maria Saumells i Panadés, que el desembre de 1962 ja en tenia una primera maqueta. Lo monument fou enllestit lo 13 de novembre de 1964 i va ser inaugurat lo 1966 pel general Franco.

### Retirada d'elements, i retirada o no del monòlit
Amb la restauració del sistema de partits, l'Ajuntament de Tortosa va retirar alguns dels elements més obertament franquistes del monument, com ara la inscripció «Víctor» de Franco que l'àguila portava entre les urpes. Tot i això, sectors de la societat civil demanen la retirada del monòlit, mentre que d'altres ne defensen la conservació pel seu valor artístic i per la seva reinterpretació.
Hi ha hagut dos intents de promoure referèndums en l'àmbit local per decidir què se n'ha de fer. Lo 2010, los grups municipals de CiU i PP ho van impedir. Lo 12 de gener de 2015, una moció del grup municipal d'ICV replantejava la consulta, que va ser tombada pels grups municipals de CiU, PP i PxC.
A començaments de març de 2016 al Parlament de Catalunya prosperà una votació que instava l'Ajuntament de Tortosa a «retirar immediatament el monument commemoratiu de la batalla de l'Ebre». El 28 de maig de 2016, es va celebrar una consulta popular no referendària per decidir el futur del polèmic monument franquista, la qual comptava amb l'oposició de diversos agents socials que consideraven que s'havia de complir directament la llei de memòria històrica; alguns opositors feien una crida al boicot de la consulta. Lo resultat fou d'un 68,36% dels veïns a favor de mantenir lo monument. La participació va ser del 29,3% (8.464 persones). De les 28.466 persones amb dret a vot, van votar l'opció A (retirar-lo), un 31,25% (2.631 vots), i per l'opció B (mantenir-lo) un 68,36% (5.755 vots).
Posteriorment, el març de 2017, un jutjat de Tarragona va estimar que l'ajuntament de Tortosa no és competent per actuar sobre el monument, obligant l'ajuntament, a la vegada, a realitzar un catàleg de vestigis franquistes en compliment de la llei de memòria històrica. Dos anys més tard, al març de 2019, l'ajuntament de Tortosa va entregar el catàleg al jutjat incloent-hi el monument commemoratiu de la Batalla de l'Ebre.
El 16 de novembre de 2020 deixà de ser considerat Bé Integral del Patrimoni Cultural Català per la Comissió d'Urbanisme de les Terres de l'Ebre (CUTE). El monòlit ja no s'incloïa en cap de les tres categories de protecció incloses a la Llei del Patrimoni cultural català i amb la modificació definitiva del POUM de Tortosa se'n suprimí la fitxa 0154, corresponent al monument, del catàleg d'edificis i conjunts urbans i rurals de caràcter històric, artístic i ambiental de la ciutat. Amb aquest pas previ de descatalogació realitzat es va anunciar per part de la Generalitat de Catalunya la retirada del monument l'estiu de 2021, deixant només la pilastra i la inscripció de sota.
El 9 de juliol de 2021, el jutjat del contenciós administratiu número 2 de Tarragona ordenà suspendre els treballs per retirar el monument. El jutjat estimà la petició de mesures cautelars per part del Col·lectiu per a la Reinterpretació del Monument a la Batalla de l'Ebre (Corembe) que en reclamava mantenir-lo i reinterpretar-lo, ja que la jutge argumentà que si es desmuntava el monument seria "impossible o molt difícil" restituir-lo. La magistrada afegí que no es justificava la "urgència" per desmuntar el monòlit perquè hi havia diversos recursos en contra de les obres.